# ITV Studios
Az ITV Studios brit multinacionális cég, amely televíziós sorozatokat és filmeket gyárt. Az ITV plc tulajdonában van.
Az Egyesült Királyságban, az Egyesült Államokban, Belgiumban ,Ausztráliában, Németországban, Hollandiában, Olaszországban, Izraelben, Franciaországban és Skandináviában vannak irodái.
Az ITV Studios elődjének a Granada Productions számított, amelyet 1954-ben alapítottak. 2009-ben a Granada Productions és a Carlton International egyesülésével megalakult az ITV Studios. Egyes leányvállalatai, például az ITV Studios Australia 2014-ig a Granada nevet viselték.
Az ITV Studios a Channel 4-nak és a BBC-nek is gyárt műsorokat.